# Penhora
No direito processual, a penhora é ato executório pelo qual se apreende(m) bem(ns) do executado ou de terceiro (na hipótese de fraude à execução), para empregá-los na satisfação do crédito que está sendo cobrado em juízo. Por meio da penhora, o bem é apreendido para que seja conservado durante o processo judicial; não sendo pago o valor devido, o bem será vendido, para que o produto dessa venda reverta em favor do autor da ação. É possível também que a dívida seja paga por meio de transferência do próprio bem penhorado para o patrimônio do autor do processo, no que é chamado de adjudicação. Mediante a penhora, é o juízo garantido, expressão jurídica que indica que há, no patrimônio do executado, bens para satisfazer a dívida, gerando no autor da cobrança a segurança jurídica de que a cobrança judicial será eficaz. A penhora ainda tem como função a individualização do patrimônio do sujeito que está sendo cobrado: a partir da penhora, escolhe-se, isola-se e destina-se um bem que responderá pelo débito. Os demais bens, não penhorados, ficarão livre da cobrança; podem, no entanto, vir a serem penhorados, caso a penhora originária não tenha sido suficiente para cobrir toda a dívida.
Não necessariamente todos os bens do executado poderão ser penhorados. A legislação de cada país pode trazer hipóteses de bens impenhoráveis. Tanto a legislação brasileira quanto a portuguesa preveem que os bens públicos não podem ser penhorados. Os dois países também protegem os instrumentos de trabalho e os salários e remunerações, além de diversos outros bens. Também não podem ser penhorados bens sem liquidez. Nesse caso, não se trata de impenhorabilidade; o bem não será penhorado já que sua baixa (ou inexistente) liquidez impede que ele seja vendido, e, portanto, que o valor dessa venda possa ser utilizado para o abatimento da dívida.
É possível mais de uma penhora sobre o mesmo bem, efetuada por diferentes sujeitos. Nesse caso, eventual produto da venda do bem será distribuído de acordo com a preferência estabelecida pela lei. A legislação brasileira estabelece que, em regra, deve ser primeiro analisada a existência de crédito privilegiado (por exemplo, crédito de origem trabalhista), que irá preferir aos demais. Entre os créditos de mesma classe, a preferência dar-se-á segundo a anterioridade da penhora, ou seja, receberá primeiro o sujeito que primeiro efetuou a penhora, pouco importando quem primeiro ajuizou a execução.
O exequente pode a qualquer momento desistir da penhora, ou requerer ao juiz o seu reforço. No reforço, é realizada outra penhora, em razão da primeira não ter alcançado o valor total do débito, se penhorando outros bens do executado. O executado, por outro lado, pode requerer a substituição da penhora, indicando outros bens a serem penhorados, com a desoneração dos bens que estavam até então sujeitos à execução.

## Impenhorabilidade
Impenhorabilidade é nome dado a condição de certo bem que não pode ser penhorado, não se sujeitando à penhora. A impenhorabilidade normalmente resulta de preceito legal, que expressamente dispõe que aquela espécie de bem não está sujeito à penhora. É possível, no entanto, que a impenhorabilidade surja também de um acordo de vontades, como no caso de transferência de bem com cláusula de inalienabilidade. Nessa hipótese, como o bem não poderá ser alienado, em razão da cláusula de inalienabilidade, conclui-se que também não poderá ser penhorado, já que a penhora é ato processual intermediário que resulta na venda do bem, caso a dívida não seja paga. Todo bem gravado com essa cláusula, portanto, é impenhorável, mas o contrário não necessariamente irá ocorrer, sendo possível que um bem impenhorável seja alienado. No direito brasileiro, o bem de família legal é exemplo de bem impenhorável mas alienável.
Como a impenhorabilidade resulta, em regra, de norma legal, cada país e cada legislação irá definir um rol de bens impenhoráveis, variando esse rol ao sabor das escolhas políticas do legislador. A doutrina concorda que o principal fundamento da impenhorabilidade é a proteção da dignidade do executado, buscando-lhe garantir um patrimônio mínimo que lhe permita viver com dignidade. A dignidade do executado justifica a previsão em muitos países de que o salário será impenhorável, ou pelo menos parte dele. Preveem a impenhorabilidade do salário Brasil, Portugal, Alemanha, França e Espanha, dentre outros. Essa lógica também impera na impenhorabilidade do imóvel residencial da família, que costuma ser protegido em inúmeros países. A proteção desse imóvel remonta ao direito norte-americano e a figura do homestead (em tradução literal, local do lar). No Brasil e na França, esse imóvel é denominado "bem de família" (bien de famille, em francês); em Portugal, de "casal de família". Protegem o bem de família, dentre outros, Brasil, Portugal, Estados Unidos, Canadá, Alemanha, Suíça, França, Itália, México, Espanha, Venezuela e Argentina.